# Mount-Macdonald-Tunnel

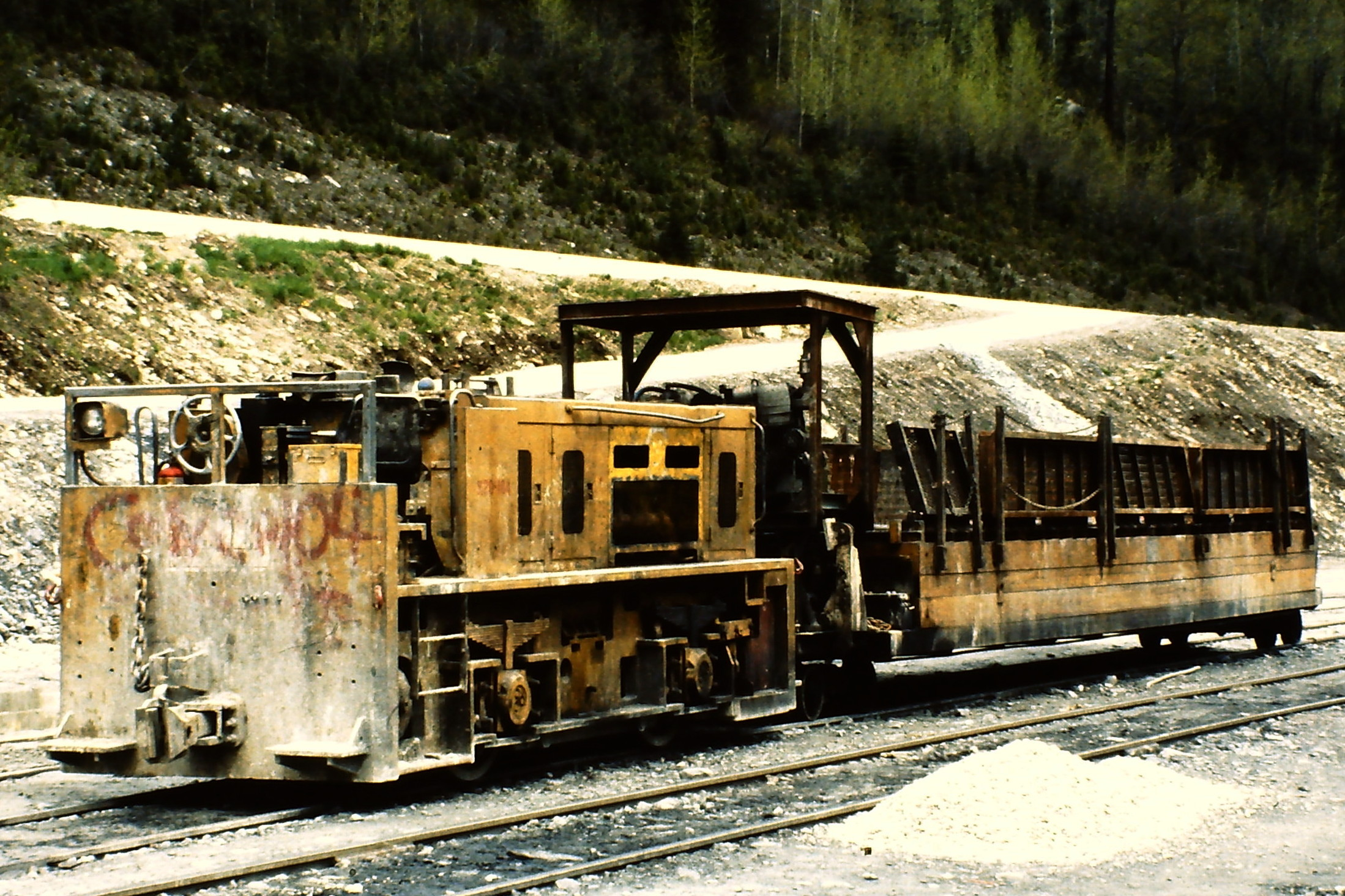
Mount-Macdonald-Tunnel (Bauzug)

Der Mount-Macdonald-Tunnel ist ein Eisenbahntunnel in der kanadischen Provinz British Columbia und Teil der transkontinentalen Eisenbahnstrecke Montreal-Vancouver. Er  unterquert in der Nähe des Rogers Passes den Mount Macdonald in den Selkirk Mountains und wurde von der Canadian Pacific Railway (CPR) gebaut, um den nahegelegenen Connaught-Tunnel aus dem Jahr 1916 zu ergänzen. CPR-intern wird der Abschnitt, in dem der Tunnel liegt, als Mountain Subdivision bezeichnet.
Die Bauarbeiten am Mount-Macdonald-Tunnel begannen 1984 und der erste Zug verkehrte 1988. Mit einer Länge von 14.724 Metern ist er der zweitlängste Eisenbahntunnel auf dem amerikanischen Kontinent (nach dem Tunnel-Nr. 4 der Bahnstrecke Cuajone–El Sargento in Peru).
Der Betriebsablauf wird normalerweise so geregelt, dass nur westwärts fahrende Züge den Mount-Macdonald-Tunnel benutzen, während Züge in Richtung Osten durch den 90 Meter höher gelegenen, 8,1 Kilometer langen Connaught-Tunnel fahren.